# 19. Bayerische Theatertage Ingolstadt 2001
Die 19. Bayerischen Theatertage fanden vom 25. Mai bis 10. Juni 2001 in Ingolstadt statt, das damit zum dritten Mal nach 1986 und 1993 Gastgeber der Bayerischen Theatertage, des größten bayerischen Theaterfestivals, war.

## Programm
Insgesamt 22 verschiedene Bühnen aus ganz Bayern und die Bayerische Theaterakademie August Everding führten im Rahmen der 19. Bayerischen Theatertage 2001 insgesamt 40 Produktionen in 44 Vorstellungen aller Art auf. Als Spielstätten dienten vor allem das Große Haus und das Theater a. Turm Baur (Freilichtbühne). Die Theatertage endeten am 10. Juni 2001.

## Bühnen und Stücke
1. Stadttheater Ingolstadt
  - 25. Mai 2001: Fegefeuer in Ingolstadt (Großes Haus)
  - 26. Mai 2001: Atzenköfls Töchter (Theater a. Turm Baur)
  - 27. Mai 2001: Atzenköfls Töchter (Theater a. Turm Baur)
  - 10. Juni 2001: Fegefeuer in Ingolstadt (Großes Haus)
2. Theater Erlangen
  - 26. Mai 2001: nix nirgends los (Werkstatt) [x][A 1]
  - 01. Juni 2001: Gier (Kassenfoyer)
  - 03. Juni 2001: Volksvernichtung oder Mein Leben ist sinnlos (Großes Haus)
3. Landestheater Coburg
  - 26. Mai 2001: Die Rassen (Großes Haus)
  - 27. Mai 2001: Die Beleidigten (Werkstatt)
  - 05. Juni 2001: Safe (Theater a. Turm Baur) [x]
4. Bayerisches Staatsschauspiel München
  - 27. Mai 2001: Der tollste Tag (Großes Haus)
5. Schauburg München
  - 28. Mai 2001: Die schwarze Spinne (Großes Haus)
  - 08. Juni 2001: Nero Corleone (Zwei Vorstellungen, Theater a. Turm Baur) [x]
  - 09. Juni 2001: Rose und Regen, Schwert und Wunde (Großes Haus)
6. Theater Hof
  - 28. Mai 2001: Gretchen 89ff. (Werkstatt)
  - 29. Mai 2001: The Black Rider (Großes Haus)
7. Junges Theater Augsburg
  - 29. Mai 2001: Pinocchio (Zwei Vorstellungen, Theater a. Turm Baur) [x]
8. Städtetheater Landshut
  - 30. Mai 2001: Landshuter Erzählungen (Großes Haus)
  - 31. Mai 2001: Die da! (Werkstatt)
9. Theater Nürnberg
  - 30. Mai 2001: Marleni (Theater a. Turm Baur)
  - 08. Juni 2001: Margaretha di Napoli (Großes Haus)
10. E.T.A.-Hoffmann-Theater Bamberg
  - 31. Mai 2001: Der Junge im Bus (Zwei Vorstellungen, Bus vor Theater) [x]
  - 08. Juni 2001: Jedermann (Franziskanerkirche)
  - 09. Juni 2001: In einem tiefen dunklen Wald (Festsaal) [x]
  - 10. Juni 2001: Freßorgie/Der Nudelfresser (Theater a. Turm Baur)
11. Theater Mummpitz Nürnberg
  - 31. Mai 2001: Salto und Mortale (Zwei Vorstellungen, Theater a. Turm Baur) [x]
12. Stadttheater Fürth
  - 31. Mai 2001: Leonce und Lena (Großes Haus)
  - 09. Juni 2001: Heute Abend: Lola Blau (Theater a. Turm Baur)
13. Theater Pfütze Nürnberg
  - 01. Juni 2001: ...und raus kommst du! (Theater a. Turm Baur)
  - 02. Juni 2001: Petterson, Findus und der Hahn (Theater a. Turm Baur) [x]
14. Staatstheater am Gärtnerplatz München
  - 01. Juni 2001: The Juliet Letters/Leaving the Tunnel (Großes Haus)
15. Mainfranken Theater Würzburg
  - 02. Juni 2001: Der starke Stamm (Großes Haus)
  - 03. Juni 2001: Rots Nase (Werkstatt) [x]
  - 03. Juni 2001: Das Geheimnis der Irma Vep (Großes Haus)
16. Theater Augsburg
  - 04. Juni 2001: Woyzeck (Großes Haus)
  - 05. Juni 2001: Der Teufel mit den drei goldenen Haaren (Werkstatt) [x]
17. Landestheater Schwaben Memmingen
  - 04. Juni 2001: Frank & Stein (Werkstatt)
18. Tafelhalle Nürnberg
  - 04. Juni 2001: Das Lied vom Sag-Sager (Theater a. Turm Baur)
19. Bayerische Theaterakademie August Everding München
  - 05. Juni 2001: Company (Großes Haus)
20. Volkstheater München
  - 06. Juni 2001: Der verkaufte Großvater (Großes Haus)
21. Theater Regensburg (Großes Haus)
  - 06. Juni 2001: Meisterklasse (Theater a. Turm Baur)
  - 07. Juni 2001: Der Traum ein Leben (Großes Haus)
22. Kleines Theater Landshut
  - 06. Juni 2001: Unser Dorf soll schöner werden (Werkstatt)
23. Kammerspiele München
  - 07. Juni 2001: Parasiten (Theater a. Turm Baur)